# Les Enfants luttant
Les Enfants luttant – ou Les Jeunes Lutteurs – est un tableau réalisé par le peintre français Paul Gauguin en 1888. Cette huile sur toile de format vertical est une scène de genre qui représente deux garçons en caleçon en pleine lutte sur une pelouse près d'une chute d'eau d'où émerge un troisième jeune baigneur. L'œuvre fait partie depuis 2010 des collections du Louvre Abou Dabi, à Abou Dabi, aux Émirats arabes unis.

## Postérité
La Lutte bretonne de Paul Sérusier renvoie à la fois aux Enfants luttant et à Vision après le sermon, que Paul Gauguin exécute la même année.

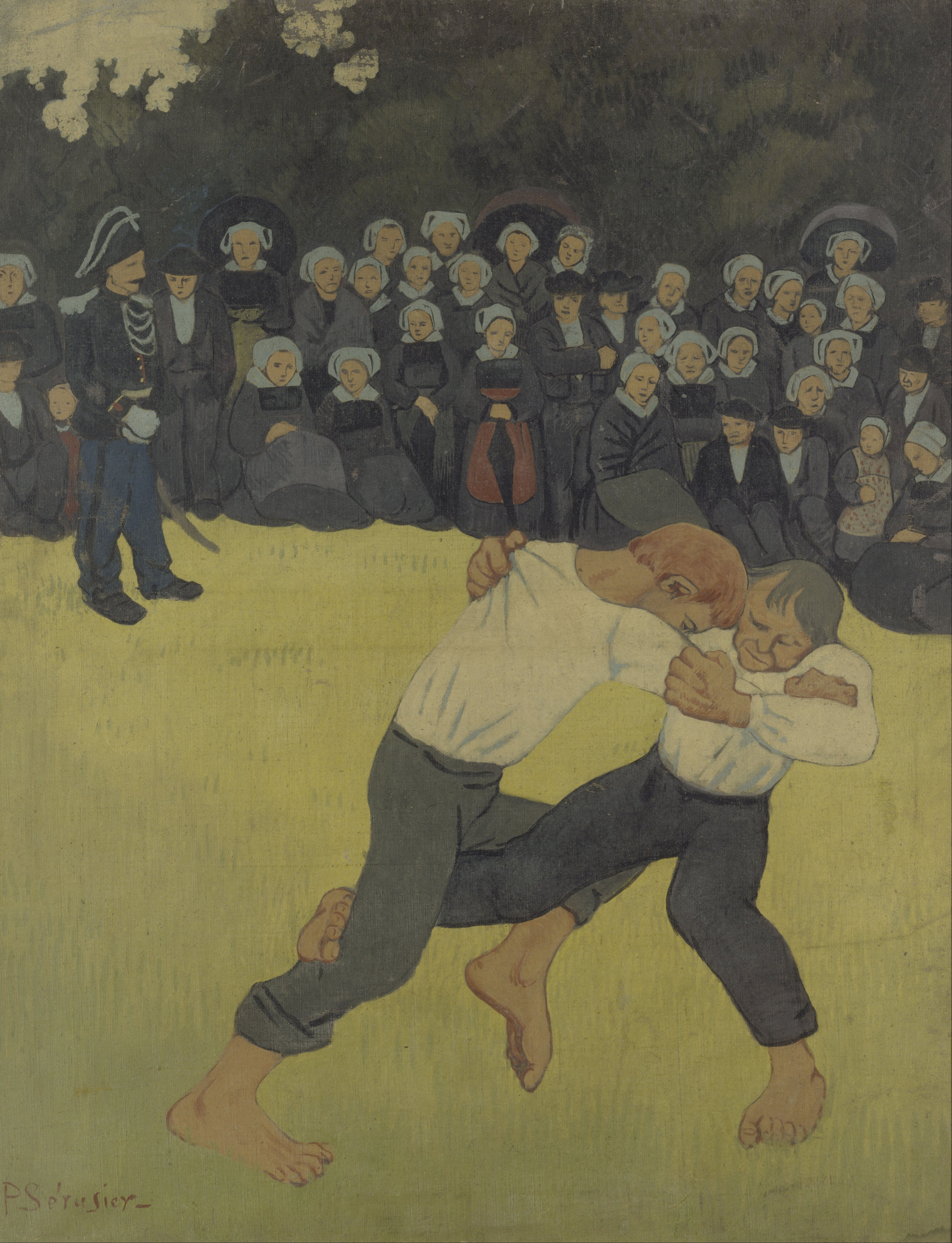
Paul Sérusier, La Lutte bretonne, 1890-1891 – Musée d'Orsay, Paris.